# Núria Pompeia Vilaplana i Boixons
Núria Pompeia Vilaplana i Boixons, més coneguda com a Núria Pompeia (Barcelona, 2 de maig de 1931 - Barcelona, 25 de desembre de 2016) fou una dibuixant, humorista gràfica o ninotaire i periodista en català i castellà i escriptora catalana en català.

## Biografia
Va néixer i es va criar en un pis de l'Esquerra de l'Eixample. Va cursar estudis d'art a l'Escola Massana de Barcelona. Va publicar les seves primeres vinyetes a Oriflama el 1969. Els seus dibuixos sovint palesen una clara intenció crítica amb la pròpia classe social, la burgesia, a més d'una crítica del masclisme imperant. A més de llibres d'humor gràfic, té publicades novel·les i narracions i ha col·laborat als mitjans de comunicació. La mateixa visió crítica, tractada a nivell literari, és l'eix de la seva obra narrativa.
Com a vinyetista, ha col·laborat en diferents diaris i revistes, tant nacionals com estrangers, com ara: Clij, Cuadernos de pedagogía, Diari de Barcelona, Triunfo, Cuadernos para el Diálogo, Sábado Gráfico, Por Favor, Vindicación Feminista, Dúnia, El Món, L'Hora, Oriflama, Emakunde, Linus, Charlie Hebdo i Brigitte. Va ser la redactora en cap de les revistes Por Favor i Saber. Com a periodista, també ha publicat cròniques culturals a La Vanguardia, ha escrit guions per a TVE i ha dirigit el programa Quart Creixent (1984, TVE de Catalunya).
El 2000 rebé la Medalla d'Or de la Ciutat de Barcelona al mèrit artístic, el 2003, la Rosa del Desert, premi a la trajectòria professional atorgat per l'Associació de Dones Periodistes de Catalunya, i el 2007 la Creu de Sant Jordi.
L'any 2022 el Museu Nacional d'Art de Catalunya, prenent el nom del seu llibre Maternasis, va presentar una exposició de creadores que han treballat temes dels quals la dona ha estat desposseïda, com l'embaràs. A més dels dibuixos de Núria Pompeia, també s'hi van exhibir obres de Mari Chordà, Roser Bru i Parvine Curie.

## Obres

### Còmics / Humor gràfic[10]
- Maternasis (Barcelona: Editorial Kairós, 1967)
- Y fueron felices comiendo perdices  (Barcelona: Editorial Kairós, 1970)
- Pels segles dels segles (Barcelona: Edicions 62, 1971)
- La educación de Palmira (Barcelona: Edicions 62, 1972)
- Mujercitas (Barcelona: Editorial Kairós, 1975)
- Cambios y recambios (Barcelona: Editorial Anagrama, 1983)[10]

### Narrativa[10]
- Cinc cèntims (Una dotzena de contes) (Barcelona: Edicions 62, 1981)
- Inventari de l'últim dia (Barcelona: Edicions 62, 1986) - novel·la
- Mals endreços (Barcelona: Columna Edicions, 1998) - "una novel·la sobre l'univers femení i la seva inserció en una societat plena de prejudicis i hipocresies."[4]

## Premis
- Medalla d'Or de la Ciutat de Barcelona al mèrit artístic (2000)[11]
- Rosa del Desert (2003), premi a la trajectòria professional atorgat per l'Associació de Dones Periodistes de Catalunya
- Creu de Sant Jordi (2007)[8]